# Carener

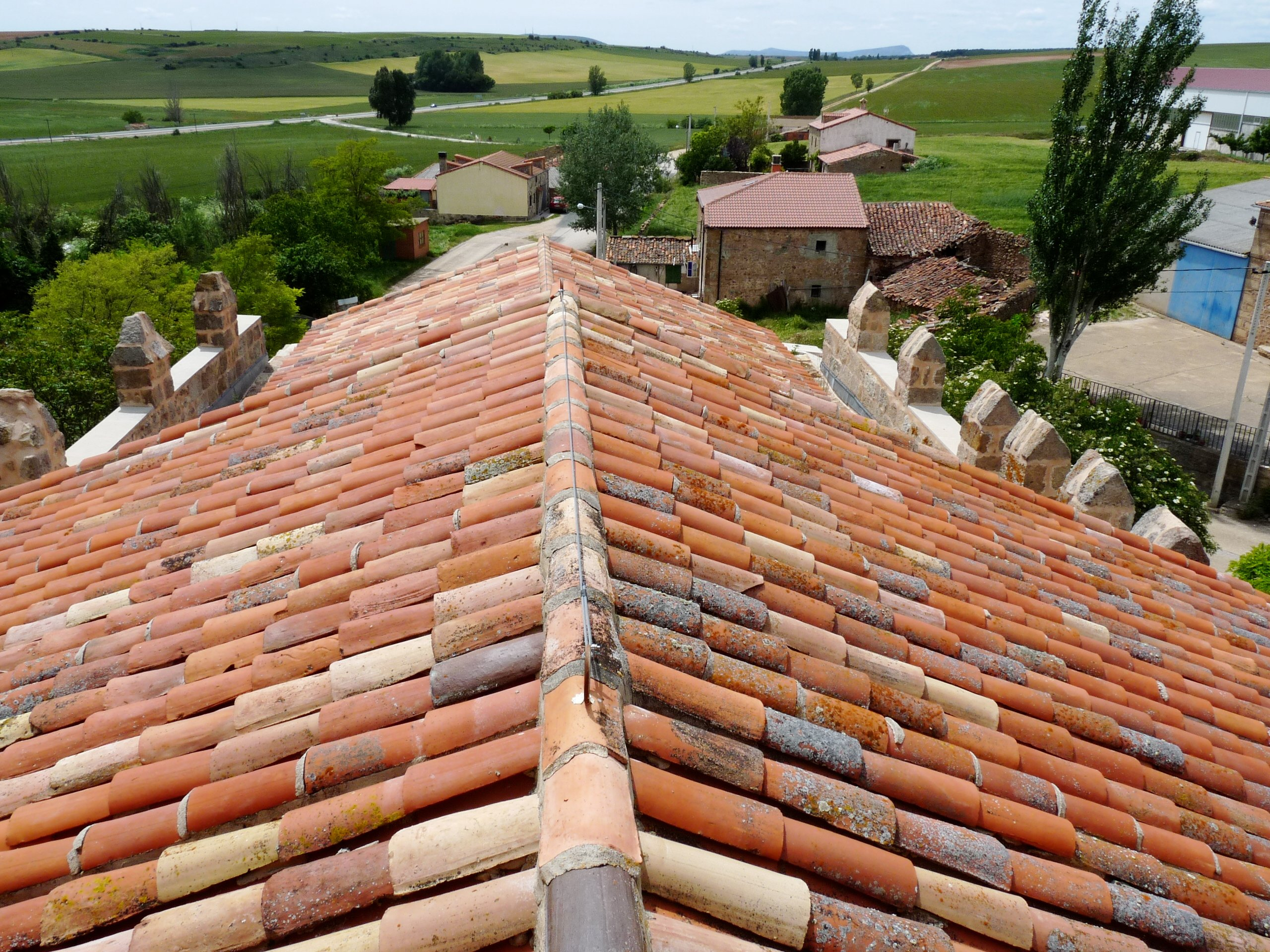
Carener de la teulada d'una església.

El carener és l'aresta superior de la teulada, on es troben els dos vessants. Sol estar compost d'un rengle de teules del mateix material que la resta de la coberta.